# اجیدیو توتریستفانو
اجیدیو توتریستفانو (انگلیسی: Egidio Notaristefano؛ زادهٔ ۴ فوریهٔ ۱۹۶۶) بازیکن فوتبال اهل ایتالیا است.
از باشگاه‌هایی که در آن بازی کرده‌است می‌توان به باشگاه فوتبال پروجا، باشگاه فوتبال آلساندریا، باشگاه فوتبال لچه، باشگاه فوتبال بولونیا، و باشگاه فوتبال کومو اشاره کرد.
وی همچنین در تیم ملی فوتبال زیر ۲۱ سال ایتالیا بازی کرده‌است.